# مردم اسکوامیش
مردم اسکوامیش (انگلیسی: Squamish people) مردم بومی ساحل شمال غربی اقیانوس آرام بودند. شواهد باستان‌شناسی نشان می‌دهد که آنها بیش از هزار سال در این منطقه زندگی کرده‌اند. در سال ۲۰۱۲، جمعیت ۳۸۹۳ عضو گروه در مردم اسکوامیش ثبت شده بود.